# Niels Bredal (arkitekturmaler)
 Der er flere personer med dette navn, se Niels Bredal.
Niels Andreas Bredal (født 22. juni 1841 i København ; død 14. februar 1888 sammesteds) var en dansk arkitektur- og landskabsmaler.
Bredal, der var søn af koncertmester Ivar Bredal, var oprindelig bestemt til litograf, men da han følte sig mere tiltrukket af malerkunsten, blev han 1860 elev af Kunstakademiet og gennemgik dets skoler indtil 1867. Forinden han forlod Akademiet, havde han allerede fået arbejder antagne til forårsudstillingen på Charlottenborg; det første af disse, udstillet 1865, var et parti af Marmorkirkens ruin. Nogle år senere mødte han med to motiver fra Bergen, hvor hans bedstefader, portrætmaler og tegnelærer Niels Bredal, var født 1772. Den unge kunstner havde uddannet sig til landskabsmaler, men allerede valget af det første motiv, han udstillede, var betegnende for, hvilke emner han særlig ville sysle med, nemlig landskabelige motiver, i hvilke det arkitektoniske spillede en væsentlig rolle.

## Udlandsrejser
Dette træder især frem, efter at i 1873 Italiens ejendommelige skønhed og dets herlige minder fra fjerne tider åbenbarede sig for ham. Talrige arbejder vidner om hans flid og hans åbne øje for det, som netop egnede sig til at fængsles på lærred og papir. Netop under hans lange ophold i Italien gik det op for ham, hvilken finhed og ynde vandfarven kunne fremkalde. Medens han tidligere væsentlig havde arbejdet i olie, blev det fra nu af fortrinsvis akvarelmaleriet, han dyrkede, og på dette område lykkedes det ikke nogen samtidig dansk kunstner at overgå ham. I 1880 drog han atter mod nord; på hjemrejsen fængslede Venedig ham særlig, og mange arbejder vidner om den fortryllelse, dogernes prægtige stad øvede på ham. Da han er kommet hjem til Danmark og København, kan man i Nordisk Illustreret Ugeblad - Ude og Hjemme se en reklame hvor han meddeler at man fra 10. oktober 1883, kan komme til undervisning hos ham i akvarelmaling og tegning ved henvendelse hos ham på hjemmeadressen Holbergsgade 6, 4 sal.[kilde mangler]

## Tilbage i Danmark
Under sit lange fravær fra hjemmet var han dog ikke bleven sløvet for fødelandets skønhed. Han hentede sine motiver væsentlig fra Isefjordens omegn og forstod i disse at nedlægge sin dybe kærlighed til naturen og sin fine sandhed i gengivelsen af det sete. I disse arbejder var selvfølgelig det rent landskabelige hovedsagen, men i hans sidste akvareller, motiver fra Koldinghus, viste sig atter hans forkærlighed for arkitekturen. I Kolding, hvor Bredal underviste, dels ved teknisk skole, dels privat, opholdt han sig i to år, men savnet af den kunstneriske påvirkning, der kun kan findes i en stor by, drog ham atter tilbage til København i slutningen af 1887.
Opholdet her blev dog kun kort; en akut sygdom endte hans virksomme liv 14. februar 1888 hvor han døde af gigtfeber (Febris rheumatica) i Colbjørnsensgade nr. 30[kilde mangler]. Hans begravelse foregår fra Skibskapellet (Holmen) på Kirkegården. I 1882 havde kunstneren ægtet Cecilie født Holm, enke efter cand.phil. F. Abrahams. Bredal var en fin kunstner, en nobel karakter og en brav kammerat.

## Galleri
| - Værker af Niels Bredal - Torvet i Anticoli Corrado ved Rom, Italien. 1873 - Parti fra Italien med personer, 1874 - Udsigt fra S. Onofrio på Monte Gianicolo, Rom, 1875 - Parti fra Rom med Albert Küchler, 1877 - Parti fra parken ved Villa d'Este, 1878 |